# Фјамес (Белуно)
Фјамес (итал. Fiames) је насеље у Италији у округу Белуно, региону Венето.
Према процени из 2011. у насељу је живело 21 становника. Насеље се налази на надморској висини од 1293 м.